# Gladys McConnell
Gladys McConnell (Oklahoma City, 22 ottobre 1905 – Fullerton, 4 marzo 1979) è stata un'attrice statunitense.

## Biografia
Figlia di William McConnell e di Harriet Sharp, entrambi originari del Tennessee, dal 1920 risiedette con i genitori e la sorella maggiore Hazel a Portland, nell'Oregon, dove nel 1924 prese il brevetto di pilota d'aereo, allora un evento molto raro per una donna. Due anni dopo iniziò a Hollywood una breve carriera cinematografica. Nel 1926, sotto contratto dalla Fox, recitò in undici film, tra i quali The Devil Horse e il western The Flying Horseman, con Buck Jones. Nel 1927 fu protagonista in tre film, tra cui Three's a Crowd con Harry Langdon, e fu scelta tra le tredici WAMPAS Baby Stars dell'anno.
Lasciata la Fox, recitò in tre anni undici film, in maggioranza western, come The Bullet Mark, con Jack Donovan, o The Code of the Scarlet, The Glorious Trail (1928), Cheyenne (1929), tutti con Ken Maynard, come anche Parade of the West (1930), col quale Gladys McConnell concluse la sua esperienza nel cinema.
Aveva sposato nel 1926 lo sceneggiatore Arthur Hazerman. Divorziata nel 1929, sposò nel 1931 un influente avvocato di Hollywood, Ronald Button (1903-1987), col quale ebbe nel 1937 la figlia Barbara. Button divenne, anni dopo, un noto uomo politico del partito repubblicano californiano.
Gladys McConnell morì nel 1979 a Fullerton, in California, a 73 anni. È sepolta nel Forest Lawn Memorial Park di Glendale.

## Riconoscimenti
- WAMPAS Baby Star nel 1927

## Filmografia parziale
- The Feud (1926)
- The Devil Horse (1926)
- The Flying Horseman (1926)
- A Trip to Chinatown (1926)
- Marriage (1927)
- Three's a Crowd (1927)

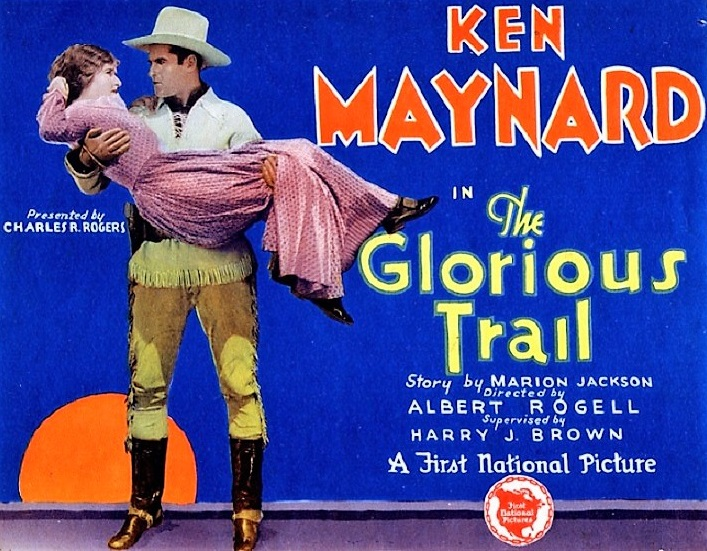
Poster del film The Glorious Trail

- The Tiger's Shadow, regia di Spencer Gordon Bennet (1928)
- The Bullet Mark (1928)
- The Code of the Scarlet (1928)
- The Glorious Trail (1928)
- Cheyenne (1929)
- Parade of the West (1930)